# Windhoek-Ludwigsdorf
Ludwigsdorf ist eine Vorstadt von Windhoek und liegt an den Berghängen der Erosberge, im äußersten Ostteil der Stadt. Ludwigsdorf grenzt an Klein Windhoek. Ein Bergrücken im Süden von Ludwigsdorf trennt die Vorstadt vom Avis-Damm, die Nationalstraße B6 vom Stadtteil Luxushügel.
Ludwigsdorf ist das teuerste Wohnviertel in Windhoek und beherbergt unter anderem auch zahlreiche Botschaften.
Der Stadtteil wurde nach John Ludwig benannt, dessen hier liegende Grabstätte ein Nationales Denkmal ist.